# Guerrilla (album)
Rings Around the World è il terzo album in studio del gruppo gallese Super Furry Animals, pubblicato nel 1999, raggiunse la posizione n.10 nella Official Albums Chart.
Dall'album sono stati tratti i singoli: Do or Die, Northern Lites e Fire in My Heart.

## Tracce
1. "The Citizen's Band" (traccia nascosta)
2. "Check It Out" – 1:26
3. "Do or Die" – 1:59
4. "The Turning Tide" – 2:49
5. "Northern Lites" – 3:29
6. "Night Vision" – 4:41
7. "Wherever I Lay My Phone (That's My Home)" – 5:24
8. "A Specific Ocean" – 0:51
9. "Some Things Come From Nothing" – 5:53
10. "The Door to This House Remains Open" – 4:17
11. "The Teacher" – 2:31
12. "Fire in My Heart" – 2:45
13. "The Sound of Life Today" – 0:22
14. "Chewing Chewing Gum" – 4:49
15. "Keep the Cosmic Trigger Happy" – 10:20
16. "Chewing Chewing Gum (Reprise)" - 00:12